# Stephen Parry (natation)
Pour les articles homonymes, voir Stephen Parry et Parry.
Stephen Parry (né le 2 mars 1977 à Liverpool) est un nageur britannique. Il participe aux Jeux olympiques d'été de 2004 et remporte la médaille de bronze dans l'épreuve du 200m papillon.

## Palmarès

### Jeux olympiques
- Jeux olympiques de 2004 à Athènes,  Grèce
  -  Médaille de bronze